# Sint-Elisabethkerk (Kortrijk)
De Sint-Elisabethkerk bevindt zich in de Elisabethwijk van de Belgische stad Kortrijk. Zij werd in de jaren vijftig ingewijd, en is opgedragen aan de heilige Elisabeth van Hongarije.
De kerk is exemplarisch voor de neoromaanse bouwstijl en is opgenomen in de Inventaris van het Bouwkundig Erfgoed van het Vlaams Instituut voor het Onroerend Erfgoed (VIOE).